# Hush (песня Эмили Осмент и Джоша Рамсей)
«Hush» – песня, написанная американской певицей Эмили Осмент и канадским певцом Джошем Рамсеем. Они решили сотрудничать, когда Осмент приехала в Канаду на съёмки фильма, где и встретила Рамсея. Они сразу же нашли общий язык, и решили написать песню вместе. Официальная премьера на MuchMusic состоялась 26 апреля 2011 года. Песня была реализована на канадском радио с 10 мая. Канадский iTunes запустил продажу песни в тот же день. Эмили Осмент подтвердила в своём аккаунте в Twitter, что не будет снимать клип на песню.

## Происхождение и композиция
«Hush» была написана Эмили Осмент и Джошем Рамсеем, который также и продюсировал песню. «Hush» умеренно быстрая песня. 
Речь идёт о проблемных отношениях подростков с текстом вроде: «Ты говоришь, что ты никогда не собираешься оставить меня / Но дважды, что ты говорил мне, что ты нуждаешься во мне / Эта строка принадлежит мне, просто подумай об этом / Ты не знаешь, ты не знаешь, ты не знаешь». Песня дуэта Осмент и Рамсея, но часто ссылаются как с участием Джоша Рамсея.

## Критика
Скотт Шетлер из Popcrush.com сказал:
«Осмент реализовала свой первый альбом меньше, чем год назад, и в 19 лет карьера певицы по-прежнему растёт. К сожалению, «Hush», вероятно, не будет её хитом. Включить в песню Рамсея является определённо хорошей идеей, так как его стихи и гармония поможет оживить трек». ().
О песне на Lyrics.com дали более положительный отзыв, сказав:
«Hush просто показывает нам, что Эмили Осмент очень серьёзно относится к пению, и у неё есть голос, чтобы доказать это». ().

## Чарты
Песня была только в чартах  Канады, так как это единственное место, где он был реализован. Слушая её в радио эфире, песня поднялась на 94 позицию на Canada Hits Chart и 90 позицию на Billboard's Canada Hot 100. Она также появилась на 34 позиции в Канадском Топ-40. Из-за цифрового скачивания, на чарте iTunes Canada она получила 46 место, и оставалась на нём в течение четырёх дней. В конце концов песня ушла на 74 место.
| Чарт (2011)               | Максимальная позиция |
| ------------------------- | -------------------- |
| Канада (Canadian Hot 100) | 90                   |

## Список композиций
1. «Hush» [9]

## Релизы
| Регион | Дата        | Формат                        |
| ------ | ----------- | ----------------------------- |
| Канада | 10 мая 2011 | Радио эфир и Digital Download |
| США    | нет данных  | Digital Download              |